# John Culma
John Culma (ur. 17 marca 1981 w Cali) – kolumbijski piłkarz występujący na pozycji obrońcy.

## Kariera klubowa
9 czerwca 2011 roku John Culma podpisał 2–letni kontrakt z Stade Brestois 29.
| Sezon   | Klub              | Kraj      | Rozgrywki        | Mecze | Bramki | Rozgrywki Europy   | Mecze | Bramki |
| ------- | ----------------- | --------- | ---------------- | ----- | ------ | ------------------ | ----- | ------ |
| 1999/00 | Independiente     | Argentyna | Primera División | 0     | 0      | -                  | -     | -      |
| 2000/01 | Independiente     | Argentyna | Primera División | 0     | 0      | -                  | -     | -      |
| 2001/02 | Cruz Azul         | Meksyk    | Primera División | 0     | 0      | -                  | -     | -      |
| 2002/03 | Cruz Azul         | Meksyk    | Primera División | 26    | 3      | -                  | -     | -      |
| 2003/04 | Cruz Azul         | Meksyk    | Primera División | 12    | 1      | -                  | -     | -      |
| 2004/05 | Cruz Azul         | Meksyk    | Primera División | 11    | 0      | -                  | -     | -      |
| 2004/05 | Brujas FC         | Kostaryka | Primera División | 0     | 0      | -                  | -     | -      |
| 2005/06 | Brujas FC         | Kostaryka | Primera División | 31    | 3      | -                  | -     | -      |
| 2006/07 | Bene Sachnin      | Izrael    | Ligat Toto       | 27    | 0      | -                  | -     | -      |
| 2007/08 | Bene Sachnin      | Izrael    | Ligat Toto       | 26    | 1      | -                  | -     | -      |
| 2008/09 | Maccabi Hajfa     | Izrael    | Ligat Toto       | 30    | 0      | -                  | -     | -      |
| 2009/10 | Maccabi Hajfa     | Izrael    | Ligat Toto       | 26    | 1      | Liga Mistrzów UEFA | 11    | 0      |
| 2010/11 | Maccabi Hajfa     | Izrael    | Ligat Toto       | 26    | 0      | Liga Europy UEFA   | 2     | 0      |
| 2011/12 | Stade Brestois 29 | Francja   | Ligue 1          | 21    | 0      | -                  | -     | -      |
| 2012/13 | Stade Brestois 29 | Francja   | Ligue 1          | 5     | 0      | -                  | -     | -      |

Stan na: 24 maja 2013 r.